# Артемий (Пардалакис)
Патриарх Арте́мий Пардала́кис (греч. Πατριάρχης Αρτέμιος Παρδαλάκης; конец XVIII века — 6 ноября 1858, Константинополь) — епископ Константинопольской православной церкви, митрополит Кюстендильский. В 1845—1847 годы формально являлся Патриархом Александрийским, но из-за оппозиции своему назначению на кафедре не был и отрёкся от патриаршества.

## Биография
Получил богословское образование. В 1819 году избран епископом города Иерапетры (Крит). В 1827 году стал митрополитом Кюстендильским.
Его имя упоминается в турецком документе 1829 года, изданным скопским Амзи-пашой, дающем право на свободное передвижение и проведение христианских обрядов в епархии. В документе Артемий титулован как «Кюстендильский митрополит». Поскольку его здоровье било слабым, он покидает Кюстендил и живёт в Константинополе, а епархией управляет через своих помощников-епископов. Такими помощниками-епископами били Авксентий (упоминается в 1832 и 1835 годах) и Захарий (упоминается в 1840 году).
После кончины в 1845 году Александрийского Патриарха Иерофея I, Артемий Пардалакис по решению Константинопольского Патриарха Мелетия III и Священного Синода Константинопольской Церкви был возведён на Александрийскую кафедру, хотя в течение нескольких веков Александрийские патриархи назначались из Константинополя, в данном случае это решение вызвало резкое неприятие у православной паствы Египта. Причиной этого было то, что благодаря паши Мухаммеду Али Египетскому (1805—1848) Египет значительно поднялся в военном, экономическом и культурном отношении, став фактически независим от Высокой порты, из за чего туда из османских владений устремилось множество греков, которые покупали земельные участки, строили на них больницы, благотворительные заведения и школы, а в 1843 году они официально организовались в греческую общину в Александрии. Многочисленная, активная, процветающая греческая православная община выработала чёткую структуру самоуправления, состоявшую из «эпитропий» — комиссий выборных депутатов и, не довольствуясь только материальной поддержкой Александрийского Патриархата, начала добиваться контроля над ним. В качестве повода для недовольства было использовано то обстоятельство, что при выборе нового Патриарха Александрийского руководствовались завещанием предыдущего Патриарха, однако в данном случае назначение было произведено вопреки воле почившего Патриарха Иерофея, избравшего своим преемником архимандрита Иерофея (Стафилопатиса).
Поставление Патриарха Артемия привело к острому конфликту Константинополя с православной общиной Египта, которую деятельно поддержал правитель страны паша Мухаммад Али. Египетские христиане отказались признать Артемия своим патриархом и направили главам всех православных Церквей послания с разъяснением своей позиции. Артемий оставался в Константинополе, не рискуя отправиться в Египет. Во время визита в Константинополь в июле 1846 года Мухаммад Али передал Мелетию III, что ни при каких условиях не согласится на иную кандидатуру, кроме Иерофея. Константинопольский престол смирился с этим, и 30 января 1847 года Патриарх Артемий официально объявил о своем отречении от престола. Патриархом Александрийским становится, как того и желали египтяне, Иерофей II.
Вскоре после этого Артемий был назначен проэдром митрополии Кестентилия и оставался в этой должности до своей кончины. Скончался 6 ноября 1858 года в Константинополе.